# L'arrivo della morte
L'arrivo della morte è un racconto che appartiene alla leggende aborigene.

## Trama
Questa leggenda narra che il Dio del cielo Baiame creò il primo uomo in Australia, lo chiamò Ber-rook-boorn, e gli diede una moglie. Successivamente impose un suo segno sacro su un grande albero di eucalipto (yarran) che cresceva nei pressi di un alveare. Baiame pose il divieto agli umani di toccare l'albero sacro, le api e il loro miele. E per un certo periodo il primo uomo e la prima donna terrestri rispettarono le consegne. Venne, però, il giorno in cui la donna, trovandosi nelle vicinanze dell'albero non seppe resistere alla tentazione di procurarsi della legna e di assaggiare il miele. Ma facendo così liberò Narahdarn, il pipistrello custode dell'albero, che da quel giorno divenne il simbolo della morte che ha colpito tutti i discendenti del primo uomo. E questo avvenimento pose fine all'età dell'oro degli aborigeni.